# شنا در المپیک تابستانی ۲۰۲۰
مسابقات شنا در بازی‌های المپیک تابستانی ۲۰۲۰ توکیو قرار بود از ۲۵ جولای تا ۶ اوت ۲۰۲۰ در مرکز ورزش‌های آبی المپیک برگزار شود. به دلیل همه‌گیری کووید-۱۹، بازی‌ها به سال ۲۰۲۱ موکول شدند. با این حال، نام رسمی آن‌ها بازی‌های المپیک تابستانی ۲۰۲۰ باقی ماند و رویدادهای شنا از ۲۴ ژوئیه تا ۱ اوت ۲۰۲۱ و شنای ماراتن برای ۴ تا ۵ اوت ۲۰۲۱ تعیین شد. شنا در مجموع در ۳۷ مسابقه (۱۸ مسابقه برای هر جنسیت و ۱ مسابقه مختلط) برگزار شد. در این دوره ۸۰۰ متر آزاد مردان، ۱۵۰۰ متر آزاد زنان و امدادی مختلط ۴×۱۰۰ متر نیز به لیست مسابقات افزوده شد.

## مسابقات
شنا در المپیک ۲۰۲۰ در مجموع شامل ۳۷ رویداد (۱۸ مسابقه برای مردان و زنان و ۱ ماده مختلط)، از جمله شنای ماراتن ۱۰ کیلومتری در آب‌های آزاد بود. این یک افزایش جزئی نسبت به ۳۴ مسابقاتی بود که در بازی‌های المپیک قبلی برگزار شد. مسابقه‌ها به شرح زیر است:
- شنای آزاد: ۵۰، ۱۰۰، ۲۰۰، ۴۰۰، ۸۰۰ و ۱۵۰۰
- کرال پشت: ۱۰۰ و ۲۰۰
- کرال سینه: ۱۰۰ و ۲۰۰
- شنای پروانه: ۱۰۰ و ۲۰۰
- شنای مختلط انفرادی: ۲۰۰ و ۴۰۰
- شنای امدادی: ۴×۱۰۰ رایگان، ۴×۲۰۰ رایگان. ۴×۱۰۰ مختلط (مردان، زنان و مختلط)
- شنای ماراتن: ۱۰ کیلومتر

## جدول مدال‌ها
*   کشور میزبان (ژاپن)
| رتبه            | کشور                | طلا | نقره | برنز | مجموع |
| --------------- | ------------------- | --- | ---- | ---- | ----- |
| ۱               | ایالات متحده آمریکا | ۱۱  | ۱۰   | ۹    | ۳۰    |
| ۲               | استرالیا            | ۹   | ۳    | ۹    | ۲۱    |
| ۳               | بریتانیای کبیر      | ۴   | ۳    | ۱    | ۸     |
| ۴               | چین                 | ۳   | ۲    | ۱    | ۶     |
| ۵               | چین                 | ۲   | ۲    | ۱    | ۵     |
| ۶               | ژاپن*               | ۲   | ۱    | ۰    | ۳     |
| ۷               | کانادا              | ۱   | ۳    | ۲    | ۶     |
| ۸               | مجارستان            | ۱   | ۲    | ۰    | ۳     |
| ۹               | آفریقای جنوبی       | ۱   | ۱    | ۰    | ۲     |
| ۱۰              | آلمان               | ۱   | ۰    | ۲    | ۳     |
| ۱۰              | برزیل               | ۱   | ۰    | ۲    | ۳     |
| ۱۲              | تونس                | ۱   | ۰    | ۰    | ۱     |
| ۱۳              | هلند                | ۰   | ۳    | ۰    | ۳     |
| ۱۴              | ایتالیا             | ۰   | ۲    | ۵    | ۷     |
| ۱۵              | هنگ کنگ             | ۰   | ۲    | ۰    | ۲     |
| ۱۶              | اوکراین             | ۰   | ۱    | ۱    | ۲     |
| ۱۷              | سوئد                | ۰   | ۱    | ۰    | ۱     |
| ۱۷              | فرانسه              | ۰   | ۱    | ۰    | ۱     |
| ۱۹              | سوئیس               | ۰   | ۰    | ۲    | ۲     |
| ۲۰              | دانمارک             | ۰   | ۰    | ۱    | ۱     |
| ۲۰              | فنلاند              | ۰   | ۰    | ۱    | ۱     |
| مجموع (۲۱ کشور) | مجموع (۲۱ کشور)     | ۳۷  | ۳۷   | ۳۷   | ۱۱۱   |

## نتایج

### مردان
| رویداد | طلا | طلا         | نقره | نقره       | برنز | برنز       |
| ۵۰ متر آزاد | کائلب درسل · ایالات متحده آمریکا | 21.07 ر.ک   | فلوران مانودو · فرانسه | ۲۱٫۵۵      | برونو فراتوس · برزیل | ۲۱٫۵۷      |
| ۱۰۰ متر آزاد | کائلب درسل · ایالات متحده آمریکا | 47.02 ر.ک   | کایل چالمرز · استرالیا | ۴۷٫۰۸      | کلیمنت کولسنیکوف · کمیته المپیک روسیه | ۴۷٫۴۴      |
| ۲۰۰ متر آزاد | توماس دین · بریتانیای کبیر | ۱:۴۴٫۲۲     | دانکن اسکات · بریتانیای کبیر | ۱:۴۴٫۲۶    | فرناندو شفر · برزیل | 1:44.60 SA |
| ۴۰۰ متر آزاد | احمد حفناوی · تونس | ۳:۴۳٫۳۶     | جک مک لوفلین · استرالیا | ۳:۴۳٫۵۲    | کیرن اسمیت · ایالات متحده آمریکا | ۳:۴۳٫۹۴    |
| ۸۰۰ متر آزاد | رابرت فینکه · ایالات متحده آمریکا | 7:41.87 NR  | گرگوریو پالترینیری · ایتالیا | ۷:۴۲٫۱۱    | میخایلو رومانچوک · اوکراین | ۷:۴۲٫۳۳    |
| ۱۵۰۰ متر آزاد | رابرت فینکه · ایالات متحده آمریکا | ۱۴:۳۹٫۶۵    | میخایلو رومانچوک · اوکراین | ۱۴:۴۰٫۶۶   | فلورین ولبروک · آلمان | ۱۴:۴۰٫۹۱   |
| | |             | |            | |            |
| ۱۰۰ متر کرال پشت | اوگنی ریلوف · کمیته المپیک روسیه | 51.98 ER    | کلیمنت کولسنیکوف · کمیته المپیک روسیه | ۵۲٫۰۰      | رایان مورفی · ایالات متحده آمریکا | ۵۲٫۱۹      |
| ۲۰۰ متر کرال پشت | اوگنی ریلوف · کمیته المپیک روسیه | 1:53.27 ر.ک | رایان مورفی · ایالات متحده آمریکا | ۱:۵۴٫۱۵    | لوک گرینبنک · بریتانیای کبیر | ۱:۵۴٫۷۲    |
| | |             | |            | |            |
| ۱۰۰ متر قورباغه | آدام پیتی · بریتانیای کبیر | ۵۷٫۳۷       | آرنو کامینخا · هلند | ۵۸٫۰۰      | نیکولو مارتیننگی · ایتالیا | ۵۸٫۳۳      |
| ۲۰۰ متر قورباغه | زاک استابلتی-کوک · استرالیا | 2:06.38 ر.ک | آرنو کامینخا · هلند | ۲:۰۷٫۰۱    | ماتی ماتسون · فنلاند | ۲:۰۷٫۱۳    |
| | |             | |            | |            |
| ۱۰۰ متر پروانه | کائلب درسل · ایالات متحده آمریکا | 49.45 ر.ج   | کریستوف میلاک · مجارستان | 49.68 ER   | نوئه پونتی · سوئیس | ۵۰٫۷۴ NR   |
| ۲۰۰ متر پروانه | کریستوف میلاک · مجارستان | 1:51.25 ر.ک | تومورو هوندا · ژاپن | ۱:۵۳٫۷۳    | فدریکو بوردیسو · ایتالیا | ۱:۵۴٫۴۵    |
| | |             | |            | |            |
| ۲۰۰ متر مختلط | وانگ شون · چین | 1:55.00 AS  | دانکن اسکات · بریتانیای کبیر | ۱:۵۵٫۲۸    | جرمی دسپلانچس · سوئیس | ۱:۵۶٫۱۷    |
| ۴۰۰ متر مختلط | چیس کالیش · ایالات متحده آمریکا | ۴:۰۹٫۴۲     | جی لیترلند · ایالات متحده آمریکا | ۴:۱۰٫۲۸    | برندن اسمیت · استرالیا | ۴:۱۰٫۳۸    |
| | |             | |            | |            |
| ۱۰۰×۴ متر آزاد امدادی | ایالات متحده آمریکا (USA) · کائلب درسل (۴۷٫۲۶) · بلیک پیرونی (۴۷٫۵۸) · بو بکر (۴۷٫۴۴) · زاک اپل (۴۶٫۶۹) · بروکس کاری[a]                                                       | ۳:۰۸٫۹۷     | ایتالیا (ITA) · آلساندرو می‌رسی (۴۷٫۷۲) · توماس چکون (۴۷٫۴۵) · لورنتسو زاتزری (۴۷٫۳۱) · مانوئل فریگو (۴۷٫۶۳) · سانتو کوندورلی[a]                                              | ۳:۱۰٫۱۱    | استرالیا (AUS) · متیو تمپل (۴۸٫۰۷) · زاک اینسرتی (۴۷٫۵۵) · الکساندر گراهام (۴۸٫۱۶) · کایل چالمرز (۴۶٫۴۴) · کامرون مک‌اووی[a]                            | ۳:۱۰٫۲۲    |
| ۲۰۰×۴ متر آزاد امدادی | بریتانیای کبیر (GBR) · توماس دین (۱:۴۵٫۷۲) · جیمز گای (۱:۴۴٫۴۰) · متیو ریچاردز (۱:۴۵٫۰۱) · دانکن اسکات (۱:۴۳٫۴۵) · کالوم جارویس[a]                                            | 6:58.58 ER  | کمیته المپیک روسیه (ROC) · مارتین مالیوتین (۱:۴۵٫۶۹) · ایوان گیرف (۱:۴۵٫۶۳) · اوگنی ریلوف (۱:۴۵٫۲۶) · میخائیل دوگالیوک (۱:۴۵٫۲۳) · الکساندر کراسنیخ[a] · میخائیل وکوویشچف[a] | ۷:۰۱٫۸۱    | استرالیا (AUS) · الکساندر گراهام (۱:۴۶٫۰۰) · کایل چالمرز (۱:۴۵٫۳۵) · زاک اینسرتی (۱:۴۵٫۷۵) · توماس نیل (۱:۴۴٫۷۴) · مک هورتون[a] · ایلایجا وینینگتون[a] | ۷:۰۱٫۸۴    |
| ۱۰۰×۴ متر مختلط امدادی | ایالات متحده آمریکا · رایان مورفی (۵۲٫۳۱) · مایکل اندرو (۵۸٫۴۹) · کائلب درسل (۴۹٫۰۳) · زاک اپل (۴۶٫۹۵) · هانتر آرمسترانگ[a] · اندرو ویلسون[a] · تیم شیلدز[a] · بلیک پیرونی[a] | 3:26.78 ر.ج | بریتانیای کبیر · لوک گرینبنک (۵۳٫۶۳) · آدام پیتی (۵۶٫۵۳) · جیمز گای (۵۰٫۲۷) · دانکن اسکات (۴۷٫۰۸) · جیمز ویلبی[a]                                                            | 3:27.51 ER | ایتالیا · توماس چکون (۵۲٫۵۲) · نیکولو مارتیننگی (۵۸٫۱۱) · فدریکو بوردیسو (۵۱٫۰۷) · آلساندرو می‌رسی (۴۷٫۴۷)                                              | ۳:۲۹٫۱۷    |
| | |             | |            | |            |
| ۱۰ کیلومتر آب‌های آزاد | فلورین ولبروک · آلمان | ۱:۴۸:۳۳٫۷   | کریشتوف راشوفسکی · مجارستان | ۱:۴۸:۵۹٫۰  | گرگوریو پالترینیری · ایتالیا | ۱:۴۹:۰۱٫۱  |
| AF African record \| AM Americas record \| AS Asian record \| ER European record \| OC Oceania record \| OR رکوردهای المپیک \| WR رکوردهای جهانی NR National record (Any world record is necessarily also an Olympic, area, and national record. Area records (for continental regions) are also national records.) | |             | |            | |            |

a  Swimmers who participated in the heats only and received medals.

### زنان
| رویداد | طلا | طلا         | نقره | نقره       | برنز | برنز       |
| ۵۰ متر آزاد | اما مک‌کئون · استرالیا | 23.81 ر.ک   | سارا خستروم · سوئد | ۲۴٫۰۷      | پرنیل بلوم · دانمارک | ۲۴٫۲۱      |
| ۱۰۰ متر آزاد | اما مک‌کئون · استرالیا | 51.96 ر.ک   | شوان هاوهی · هنگ کنگ | 52.27 AS   | کیت کمپل · استرالیا | ۵۲٫۵۲      |
| ۲۰۰ متر آزاد | آریارن تیتموس · استرالیا | 1:53.50 ر.ک | شوان هاوهی · هنگ کنگ | 1:53.92 AS | پنی اولکسیاک · کانادا | ۱:۵۴٫۷۰    |
| ۴۰۰ متر آزاد | آریارن تیتموس · استرالیا | 3:56.69 OC  | کیتی لدکی · ایالات متحده آمریکا | ۳:۵۷٫۳۶    | لی بینگجیه · چین | 4:01.08 AS |
| ۸۰۰ متر آزاد | کیتی لدکی · ایالات متحده آمریکا | ۸:۱۲٫۵۷     | آریارن تیتموس · استرالیا | 8:13.83 OC | سیمونا کوادارلا · ایتالیا | ۸:۱۸٫۳۵    |
| ۱۵۰۰ متر آزاد | کیتی لدکی · ایالات متحده آمریکا | ۱۵:۳۷٫۳۴    | اریکا سالیوان · ایالات متحده آمریکا | ۱۵:۴۱٫۴۱   | سارا کوهلر · آلمان | ۱۵:۴۲٫۹۱   |
| | |             | |            | |            |
| ۱۰۰ متر کرال پشت | کیلی مک‌کیون · استرالیا | 57.47 ر.ک   | کایلی مس · کانادا | ۵۷٫۷۲      | ریگن اسمیت · ایالات متحده آمریکا | ۵۸٫۰۵      |
| ۲۰۰ متر کرال پشت | کیلی مک‌کیون · استرالیا | ۲:۰۴٫۶۸     | کایلی مس · کانادا | ۲:۰۵٫۴۲    | امیلی سیبوهم · استرالیا | ۲:۰۶٫۱۷    |
| | |             | |            | |            |
| ۱۰۰ متر قورباغه | لیدیا جکوبی · ایالات متحده آمریکا | ۱:۰۴٫۹۵     | تاتیانا شونماکر · آفریقای جنوبی | ۱:۰۵٫۲۲    | لیلی کینگ · ایالات متحده آمریکا | ۱:۰۵٫۵۴    |
| ۲۰۰ متر قورباغه | تاتیانا شونماکر · آفریقای جنوبی | 2:18.95 ر.ج | لیلی کینگ · ایالات متحده آمریکا | ۲:۱۹٫۹۲    | آنی لیزور · ایالات متحده آمریکا | ۲:۲۰٫۸۴    |
| | |             | |            | |            |
| ۱۰۰ متر پروانه | مگی مک‌نیل · کانادا | 55.59 AM    | ژانگ یوفی · چین | ۵۵٫۶۴      | اما مک‌کئون · استرالیا | 55.72 OC   |
| ۲۰۰ متر پروانه | ژانگ یوفی · چین | 2:03.86 ر.ک | ریگن اسمیت · ایالات متحده آمریکا | ۲:۰۵٫۳۰    | هالی فلیکینگر · ایالات متحده آمریکا | ۲:۰۵٫۶۵    |
| | |             | |            | |            |
| ۲۰۰ متر مختلط انفرادی | یویی اوهاشی · ژاپن | ۲:۰۸٫۵۲     | الکساندرا والش · ایالات متحده آمریکا | ۲:۰۸٫۶۵    | کیت داگلاس · ایالات متحده آمریکا | ۲:۰۹٫۰۴    |
| ۴۰۰ متر مختلط انفرادی | یویی اوهاشی · ژاپن | ۴:۳۲٫۰۸     | اما وینت · ایالات متحده آمریکا | ۴:۳۲٫۷۶    | هالی فلیکینگر · ایالات متحده آمریکا | ۴:۳۴٫۹۰    |
| | |             | |            | |            |
| ۱۰۰×۴ متر آزاد امدادی | استرالیا (AUS) · برونته کمپل (۵۳٫۰۱) · مگ هریس (۵۳٫۰۹) · اما مک‌کئون (۵۱٫۳۵) · کیت کمپل (۵۲٫۲۴) · مالی اوکلاهن[b] · مدیسون ویلسون[b]                | 3:29.69 ر.ج | کانادا (CAN) · کیلا سانچز (۵۳٫۴۲) · مگی مک‌نیل (۵۳٫۴۷) · ربکا اسمیت (۵۳٫۶۳) · پنی اولکسیاک (۵۲٫۲۶) · تیلور راک[b]                                                                 | ۳:۳۲٫۷۸    | ایالات متحده آمریکا (USA) · اریکا براون (۵۴٫۰۲) · ابی ویتزیل (۵۲٫۶۸) · ناتالی هایندز (۵۳٫۱۵) · سیمونه مانوئل (۵۲٫۹۶) · کتی دلوف[b] · آلیسون اشمیت[b] · اولیویا اسمولیگا[b] | ۳:۳۲٫۸۱    |
| ۲۰۰×۴ متر آزاد امدادی | چین · یانگ جونشوان (۱:۵۴٫۳۷) · تانگ موهان (۱:۵۵٫۰۰) · ژانگ یوفی (۱:۵۵٫۶۶) · لی بینگجیه (۱:۵۵٫۳۰) · دانگ جیه[b] · ژانگ ییفان[b]                     | 7:40.33 ر.ج | ایالات متحده آمریکا · آلیسون اشمیت (۱:۵۶٫۳۴) · پیج مدن (۱:۵۵٫۲۵) · کیتی مک‌لاکلین (۱:۵۵٫۳۸) · کیتی لدکی (۱:۵۳٫۷۶) · بروک فورد[b] · بلا سیمز[b]                                    | 7:40.73 AM | استرالیا · آریارن تیتموس (۱:۵۴٫۵۱) · اما مک‌کئون (۱:۵۵٫۳۱) · مدیسون ویلسون (۱:۵۵٫۶۲) · لی نیل (۱:۵۵٫۸۵) · تامسین کوک[b] · مگ هریس[b] · مالی اوکلاهن[b] · بریانا تروسل[b]    | 7:41.29 OC |
| ۱۰۰×۴ متر مختلط امدادی | استرالیا · کیلی مک‌کیون (۵۸٫۰۱) · چلسی هاجز (۱:۰۵٫۵۷) · اما مک‌کئون (۵۵٫۹۱) · کیت کمپل (۵۲٫۱۱) · امیلی سیبوهم[b] · بریانا تروسل[b] · مالی اوکلاهن[b] | 3:51.60 ر.ک | ایالات متحده آمریکا · ریگن اسمیت (شناگر) (۵۸٫۰۵) · لیدیا جکوبی (۱:۰۵٫۰۳) · توری هاسکه (۵۶٫۱۶) · ابی ویتزیل (۵۲٫۴۹) · ریان وایت[b] · لیلی کینگ[b] · کلر کرزان[b] · اریکا براون[b] | ۳:۵۱٫۷۳    | کانادا · کایلی مس (۵۷٫۹۰) · سیدنی پیکرم (۱:۰۷٫۱۷) · مگی مک‌نیل (۵۵٫۲۷) · پنی اولکسیاک (۵۲٫۲۶) · تیلور راک[b] · کیلا سانچز[b]                                                | ۳:۵۲٫۶۰    |
| | |             | |            | |            |
| ۱۰ کیلومتر آب‌های آزاد | آنا مارسلا کونیا · برزیل | ۱:۵۹:۳۰٫۸   | شارون فن روندال · هلند | ۱:۵۹:۳۱٫۷  | کارینا لی · استرالیا | ۱:۵۹:۳۲٫۵  |
| AF African record \| AM Americas record \| AS Asian record \| ER European record \| OC Oceania record \| OR رکوردهای المپیک \| WR رکوردهای جهانی NR National record (Any world record is necessarily also an Olympic, area, and national record. Area records (for continental regions) are also national records.) | |             | |            | |            |

b  Swimmers who participated in the heats only and received medals.

### مختلط
| رویداد | طلا | طلا         | نقره                                                                                 | نقره    | برنز | برنز    |
| ۱۰۰×۴ متر مختلط امدادی | بریتانیای کبیر · کاتیلین اندرسون (۵۸٫۸۰) · آدام پیتی (۵۶٫۷۸) · جیمز گای (۵۰٫۰۰) · آنا هاپکین (۵۲٫۰۰) · فریا اندرسون[c] | 3:37.58 ر.ج | چین · شو جیایو (۵۲٫۵۶) · یان زیبی (۵۸٫۱۱) · ژانگ یوفی (۵۵٫۴۸) · یانگ جونشوان (۵۲٫۷۱) | ۳:۳۸٫۸۶ | استرالیا · کیلی مک‌کیون (۵۸٫۱۴) · زاک استابلتی-کوک (۵۸٫۸۲) · متیو تمپل (۵۰٫۲۶) · اما مک‌کئون (۵۱٫۷۶) · آیزاک کوپر[c] · بریانا تروسل[c] · برونته کمپل[c] | ۳:۳۸٫۹۵ |
| AF African record \| AM Americas record \| AS Asian record \| ER European record \| OC Oceania record \| OR رکوردهای المپیک \| WR رکوردهای جهانی NR National record (Any world record is necessarily also an Olympic, area, and national record. Area records (for continental regions) are also national records.) | |             |                                                                                      |         | |         |

b  Swimmers who participated in the heats only and received medals.